# Arabische Champions League 2005-06
De Arabische Champions League 2005-06 was de eerste editie van de Arabische Champions League. Het toernooi werd gewonnen door Raja Casablanca

## Kwartfinale
De heenduels werden gespeeld op 19 en 21 december 2005 en de returns op 4 januari , 7 januari , 20 en 22 februari 2006
| Team 1      | Tot.    | Team 2           | 1e wedstr. | 2e wedstr. |
| ----------- | ------- | ---------------- | ---------- | ---------- |
| Al-Nassr    | 2-3     | Al Wihdat        | 1-1        | 1-2        |
| MC Alger    | 3-4     | ENPPI            | 2-1        | 1-3        |
| Al Qadisiya | 1-3     | Raja Casablanca  | 1-0        | 0-3        |
| Al-Hilal    | 3-3 (u) | Wydad Casablanca | 1-0        | 2-3        |

## Halve Finale
De heenduels werden gespeeld op 13 en 15 maart 2006 en de returns op 6 en 7 april 2006
| Team 1          | Tot. | Team 2   | 1e wedstr. | 2e wedstr. |
| --------------- | ---- | -------- | ---------- | ---------- |
| Raja Casablanca | 8-0  | Al-Hilal | 3-0        | 5-0        |
| Al Wihdat       | 1-2  | ENPPI    | 1-0        | 0-2        |

## Finale
De heenduel werd gespeeld op 18 april 2006 en de return op 6 mei 2006
| Team 1 | Tot. | Team 2          | 1e wedstr. | 2e wedstr. |
| ------ | ---- | --------------- | ---------- | ---------- |
| ENPPI  | 1-3  | Raja Casablanca | 1-2        | 0-1        |